# Antonio Barattucci
Antonio Barattuccio o Barattucci (Teano, 1486 – Napoli, 9 maggio 1561) è stato un avvocato italiano nato da antichissima famiglia patrizia teanese.
A questa famiglia appartenne Isabella, che fu madre di San Francesco Caracciolo.
Dopo essersi laureato in giurisprudenza, esercitò l'avvocatura nel foro napoletano e nel 1523 divenne giudice della Gran Corte della Vicaria. Nel 1534, Carlo V lo elevò all'altissima carica di regio consigliere e quattro anni dopo gli fu conferita quella, onorevolissima, di avvocato fiscale del Real Patrimonio.
Fu autore delle famosissime Adnotationes ad consuetudines Neapolitanas che furono raccolte con somma diligenza da Camillo Salerno, e da lui pubblicate a Venezia nel 1586. Fu sepolto in Napoli nella Chiesa di Monteoliveto, ove la sua immagine compare ritratta nel quadro che adorna la Cappella della Purificazione. Sulla lastra tombale, compaiono le cariche e gli uffici da lui ricoperti.
Monumenti sepolcrali dei Barattucci presenti a Teano sono nel Duomo, nella chiesa di San Francesco e nel Monastero di Santa Caterina.